# Веселе (Чаїнський район)
Весе́ле (рос. Весёлое) — село у складі Чаїнського району Томської області, Росія. Входить до складу Усть-Бакчарського сільського поселення.

## Населення
Населення — 3 особи (2010; 10 у 2002).
Національний склад (станом на 2002 рік):
- росіяни — 90 %